# Selfkant
Der Selfkant (limburgisch Zelfkantj) ist die westlichste Gemeinde Deutschlands. Sie liegt bei 5° 55' östlicher Länge im nordrhein-westfälischen Kreis Heinsberg. Sie ist Mitglied im Zipfelbund, einer Vereinigung der vier in der jeweiligen Haupthimmelsrichtung am äußersten Rande Deutschlands gelegenen Kommunen.

## Geografie

### Geografische Lage

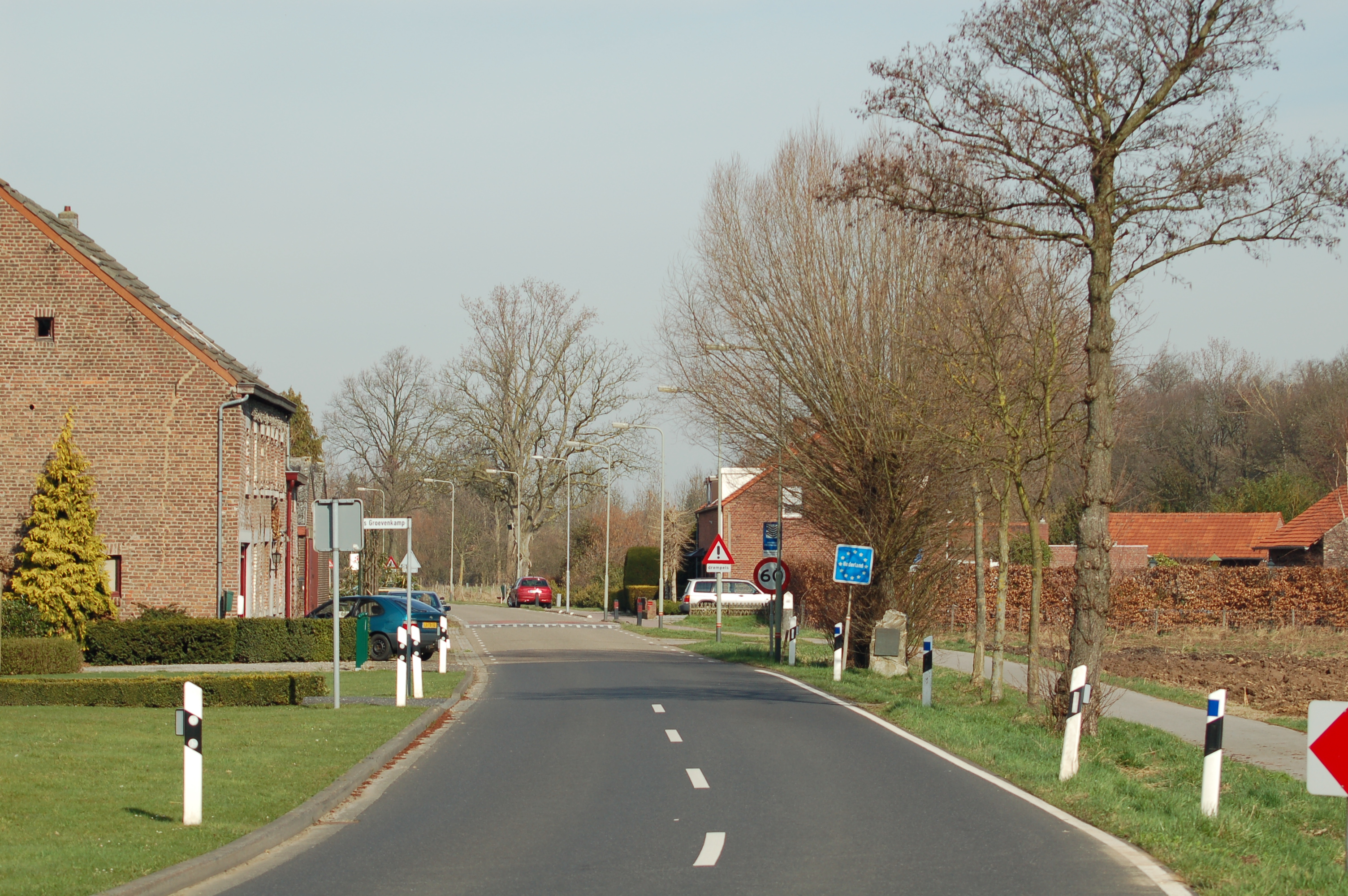
Grenzübergang am westlichsten Punkt Deutschlands

Die Gemeinde Selfkant liegt in der Landschaft Selfkant zwischen den Flüssen Wurm im Osten und Maas im Westen. Das Gemeindegebiet grenzt im Südwesten unmittelbar an die niederländische Stadt Sittard an.
In der nordwestlichen Ecke des Gebiets des Ortsteils Isenbruch befindet sich der westlichste Punkt Deutschlands, der am 20. Juni 2015 feierlich als Erlebnisraum eingeweiht wurde. Auch schon vor den Grenzverschiebungen nach dem Ersten Weltkrieg bei Eupen und Malmedy galt Isenbruch als der westlichste Punkt der preußischen Rheinprovinz bzw. Deutschlands. Eine Informationstafel an der Straße verweist auf den etwa 60 m entfernten Grenzstein 309 B, der in einer Hecke steht.
Ab 1949 bis 1963 stand der Selfkant unter niederländischer Auftragsverwaltung.
Die Gemeindegrenze zu den Niederlanden ist rund 27 km lang, die Grenzlinie zu anderen deutschen Gemeinden ist nur 6 km lang. Die Westspitze der Gemeinde Selfkant reicht bis auf 4,75 km an die Maas heran, die hier die Grenze zwischen Belgien und den Niederlanden bildet.

### Naturschutzgebiete
- Tüdderner Fenn
- Eiländchen
- Hohbruch
- Höngener und Saeffeler Bruch

### Nachbargemeinden
- Gangelt
- Waldfeucht
- Echt-Susteren (NL)
- Sittard-Geleen (NL)
- Beekdaelen (NL)

Die nächstgelegenen Großstädte sind Aachen, Maastricht und Mönchengladbach. Die Entfernung zum südlich gelegenen Aachen beträgt etwa 33 km, zum südsüdwestlich gelegenen niederländischen Maastricht ungefähr 27 km und zum ostnordöstlich gelegenen Mönchengladbach rund 42 km.

### Orte
In der folgenden Tabelle wird die Gemeindegliederung mit den Einwohnerzahlen vom 30. Juni 2013 (Informationen des Einwohnermeldeamtes) angegeben:
| Ortsteil          | Einwohner |
| ----------------- | --------- |
| Dieck             | 9         |
| Großwehrhagen     | 151       |
| Havert            | 522       |
| Heilder           | 261       |
| Hillensberg       | 588       |
| Höngen            | 1280      |
| Isenbruch         | 325       |
| Kleinwehrhagen    | 103       |
| Millen            | 320       |
| Millen-Bruch      | 57        |
| Saeffelen         | 941       |
| Schalbruch        | 955       |
| Stein             | 182       |
| Süsterseel        | 1640      |
| Tüddern           | 2208      |
| Wehr              | 775       |
| Gemeinde Selfkant | 10.317    |

## Geschichte

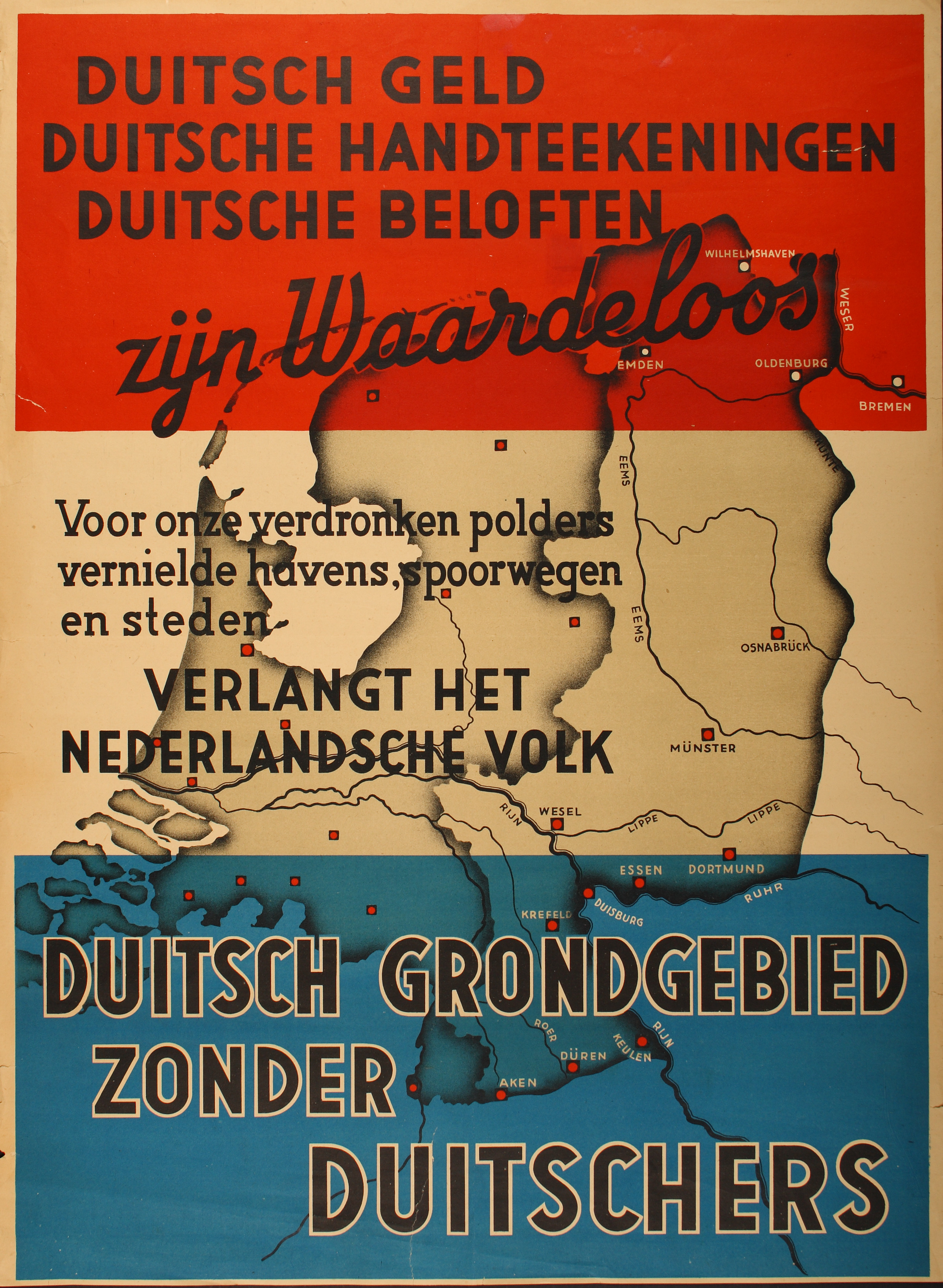
„Deutsches Geld, deutsche Unterschriften, deutsche Versprechen sind wertlos. Für unsere abgesoffenen Polder, zerstörten Häfen, Eisenbahnen und Städte verlangt das niederländische Volk deutsches Territorium ohne Deutsche.“ (Schreibung duitsch veraltet, heute duits)

Die wichtigste Herrschaft des Selfkants im Mittelalter war zunächst Millen, der Sitz des Geschlechts der Herren von Millen, das im Jahre 1282 in die Herrschaft Heinsberg eingegliedert wurde. Schließlich erwarb im Jahre 1499 der Herzog von Jülich die Herrschaft Heinsberg und Millen wurde zum Sitz eines jülichschen Amtmannes. Die Orte Tüddern, Wehr, Süsterseel und Hillensberg gehörten zum Amt Born und ab 1709 zum Amt Sittard.
Von 1794 bis 1815 gehörte der Selfkant während der Koalitionskriege zum französischen Kanton Sittard. Nach dem Wiener Kongress 1815 kam die Gemeinde zur preußischen Rheinprovinz. Zu dieser Zeit wurde die Grenze zum benachbarten Königreich der Niederlande festgelegt und blieb bis kurz nach dem Zweiten Weltkrieg bestehen.

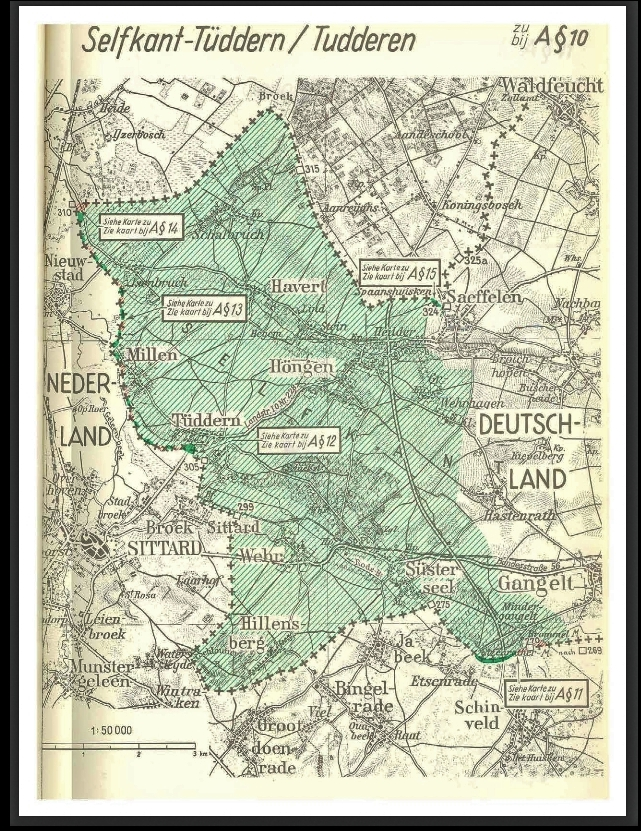
Bis 1963 niederländisches Gebiet

Die Niederlande forderten nach dem Zweiten Weltkrieg eine Entschädigung für die Kriegsschäden. Als Faustpfand sollte hierzu u. a. der besetzte Selfkant dienen. Hierzu wurden am 23. April 1949 entsprechend der Schlusserklärung der Londoner Deutschland-Konferenz vom 23. Dezember 1948 Teile des Selfkants unter niederländische Auftragsverwaltung gestellt (siehe Karte). Dies bedeutete zugleich aber auch den Verlust der Anbindung der Region an das westdeutsche Eisenbahnnetz, da die Geilenkirchener Kreisbahnen ihren Betrieb im Selfkant einstellen mussten (vgl. hierzu Bahnhöfe im Selfkant). Die Mark wurde durch den niederländischen Gulden ersetzt, Amtssprache wurde Niederländisch. Im Rathaus wurde das Bild von Königin Juliana an die Wand gehängt.
In der folgenden Zeit wurde viel in den jetzt niederländischen Selfkant investiert, z. B. in den Bau von Wohnungen und Straßen. Im März 1957 begannen die offiziellen Verhandlungen zwischen der Bundesrepublik Deutschland und den Niederlanden über die Rückgabe aller annektierten Gebiete. Daraufhin wurde die den Selfkant durchquerende Straße N 274 mit Über- und Unterführungen kreuzungsfrei angelegt, um nach der Gebietsrückgabe eine schnelle Transitverbindung ohne Grenzabfertigung zwischen den niederländischen Städten Brunssum bzw. Heerlen und Roermond zu ermöglichen. Dies wurde erst 2002 rückgängig gemacht.
Im Frühjahr 1960 einigten sich die beiden Länder auf den deutsch-niederländischen Ausgleichsvertrag vom 8. April 1960, dessen Ratifizierung sich verzögerte: Im Mai 1963 machte das niederländische Parlament dann den Weg endgültig frei. Seit dem 1. August 1963 null Uhr gehört der Selfkant und alle weiteren annektierten Gebiete nach Zahlung von 280 Mio. DM (entspricht 2003 inflationsbereinigt 554 Mio. Euro) an das Königreich wieder uneingeschränkt zur Bundesrepublik. Es wurden die alten Gemeinden Havert, Hillensberg, Höngen, Millen, Süsterseel, Tüddern und Wehr gebildet, die zusammen das Amt Selfkant bildeten. Zwei Monate später, am 21. Oktober 1963, wurden die ersten Wahlen der Gemeinderäte unter deutscher Verwaltung abgehalten.
Im Rahmen der nordrhein-westfälischen Gebietsreform wurden 1969 mit Inkrafttreten des Gesetzes zur Neugliederung von Gemeinden des Selfkantkreises Geilenkirchen-Heinsberg Havert, Hillensberg, Höngen, Millen, Saeffelen, Süsterseel, Tüddern und Wehr zur neuen Gemeinde Selfkant zusammengeschlossen.
1971 fand im Selfkant das jährliche Intercamp der Pfadfinder statt.

## Politik
Rathaus und Gemeindeverwaltung sind in Tüddern.

### Bürgermeister
- 1969–1984: Paul Heynen, CDU
- 1984–2004: Willi Otten, CDU (ab 1. Januar 1996 hauptamtlich)
- 2004–2020: Herbert Corsten, CDU
- seit 2020: Norbert Reyans, CDU

### Gemeinderat
Nach den Kommunalwahlen seit 2009 verteilten sich die 28 Sitze des Gemeinderates wie folgt:
| Partei            | 2020 | 2014 | 2009 |
| ----------------- | ---- | ---- | ---- |
| CDU               | 15   | 14   | 13   |
| SPD               | 4    | 5    | 6    |
| FW (PRO Selfkant) | 3    | 4    | 4    |
| FDP               | 3    | 3    | 5    |
| GRÜNE             | 3    | 2    | −    |

### Wappen und Banner

Banner der Gemeinde
Gemeindewappen

Blasonierung: „Im silbernen Felde ein s-förmig geschwungener grüner Zweig mit acht roten Rosen, deren Kelchblätter und Butzen golden sind.“ Bedeutung: Das Wappen basiert auf einem alten Siegel der ehemaligen Gemeinde Millen, welches einen Rosenzweig zeigte. Die acht Blüten stehen für die ehemaligen Gemeinden.
Banner: „Das Banner der Gemeinde Selfkant ist geteilt von Rot nach Weiß im Verhältnis 2:1:2:1:2 mit dem Wappen ohne Schild im weißen Bannerhaupt.“

### Städtepartnerschaften
Partnergemeinden der Gemeinde Selfkant sind die anderen Zipfelgemeinden der Bundesrepublik Deutschland, also die Gemeinden, die am weitesten nördlich, östlich und südlich liegen. Dabei handelt es sich
- um das schleswig-holsteinische List auf Sylt,
- um das sächsische Görlitz und
- um das bayerische Oberstdorf.

Das erste Treffen aller Bürgermeister dieser Städtepartnerschaft fand am 9. und 10. Mai 1998 im Selfkant statt. Nach diesem Treffen wurde anlässlich der zentralen Feierlichkeiten zum Tag der Deutschen Einheit 1999 in Wiesbaden der Zipfelbund geschlossen. Wer es binnen vier Jahren schafft, alle vier Orte zu bereisen und sich das im Zipfelpass abstempeln lässt, wird mit einem Geschenkkorb geehrt. Dieser enthält Spezialitäten aus allen teilnehmenden Regionen.

## Verkehr

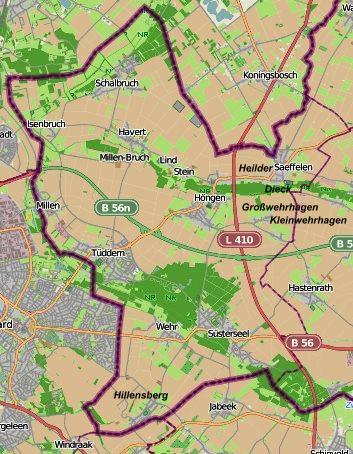
Straßen in der Gemeinde Selfkant

### N 274
Der im Selfkant liegende Abschnitt der N 274 zwischen Brunssum und Koningsbosch war eine niederländische Straße auf deutschem Staatsgebiet, jedoch in Zusammenhang mit der Niederländischen Annexion seit der zweiten Hälfte der 1950er Jahre ohne Kreuzungen und Abfahrten.
Diese wurde 2002 in deutsche Verwaltung übergeben, da die Transitregelung zudem durch das Schengener Abkommen gegenstandslos geworden war. Die Straße wurde daraufhin, nach Herstellung einiger Kreuzungsanschlüsse bzw. Verkehrskreisel, als L 410 in das deutsche Straßennetz einbezogen.

### Selfkantautobahn
Der ursprünglich als Teil der Bundesautobahn 46 vorgesehene Abschnitt zwischen der Staatsgrenze bei Sittard mit Anschluss an die niederländische N 297 sowie der A2 und der Anschlussstelle Heinsberg (A 46 / B 221) war seit dem Bundesverkehrswegeplan 2003 nur noch als zweistreifige Kraftfahrstraße B 56 vorgesehen.
Ein erster 6 km langer Teilabschnitt von der Staatsgrenze bis zur L 410 wurde Ende 2008 für den Verkehr freigegeben.
Die gesamte Strecke wurde mit einer wechselnden 2+1-Verkehrsführung errichtet.
Die alte Streckenführung der B 56 über Wehr, Süsterseel, Gangelt und Gillrath wurde herabgestuft und wird heute als L 47 geführt.

## Kultur und Sehenswürdigkeiten
- Erlebnisraum Westzipfel: Westlichster Punkt Deutschlands[16]

### Museen
- Bauernmuseum Selfkant in Tüddern

### Musik
Im Selfkant gibt es eine Vielzahl von Musikvereinen, unter den Spielmannszügen wird jährlich die Selfkantplakette ausgespielt. Seit der Erstausspielung der Selfkantplakette im Jahr 2006 wird zum Abschluss des Wettstreits und vor der Preisverleihung von allen Spielmannszügen gemeinsam der „Selfkantmarsch“ intoniert. Er wurde eigens für den Wettbewerb vom Komponisten P.H. Wolters aus Montfort als Auftragsarbeit komponiert. Den Gesang, der im Trio gesungen wird, textete Bürgermeister Herbert Corsten.
- Instrumentalverein St. Cäcilia Tüddern 1912 e. V.
- Instrumentalverein Süsterseel e. V.
- Musikverein „St. Gregorius“ Saeffelen e. V.
- Musikverein „St. Martinus“ Schalbruch e. V.
- Spielmannszug 1920 „Edelweiß“ Havert e. V.
- Spielmannszug Saeffelen 1921 e. V.
- Spielmannszug Wehr e. V.
- Trommler-, Pfeifer- und Fanfarencorps Höngen e. V.
- Trommler- und Pfeiferkorps „St. Martini“ Isenbruch e. V.
- Trommler- und Pfeiferkorps Selfkant-Schalbruch e. V.
- Trommler- und Pfeiferkorps Hillensberg e. V.
- Trommler- und Pfeiferkorps „Selfkantia“ Süsterseel e. V.
- Trommler- und Pfeiferkorps Millen e. V.
- Jagdhornbläser St. Bavo Grenzland e. V.
- Männergesangverein St. Josef Höngen

### Bildung
- Gesamtschule Gangelt-Selfkant
- Astrid-Lindgren-Grundschule (KGS Selfkant I)
- Westzipfelschule (KGS Selfkant II)
- Jacob-Muth-Schule Gangelt-Heinsberg

## Persönlichkeiten
- Wilhelm Cleven (1893–1983), Weihbischof in Köln
- Funny van Dannen (* 1958), Liedermacher, Schriftsteller und Maler
- Johannes Klaßen (1922–1994), Schulrektor, Mitbegründer der Heimatvereinigung Selfkant e. V. und langjähriger Vorsitzender des Vereins, Träger des Bundesverdienstkreuzes und des Rheinlandtalers
- Joseph Nießen (1864–1942), Natur- und Heimatforscher, Botaniker und Hochschullehrer
- Felix Harrer (* 1988), DJ, Produzent und Songwriter

### Weitere Persönlichkeiten, die mit der Stadt in Verbindung stehen
- Johannes Bourlet († 1695), Glockengießer